# Гупта, Судхир
Судхир Гупта (род. 1958, Нью-Дели) — голландский и российский предприниматель индийского происхождения, кандидат сельскохозяйственных наук. Известен как основатель шинного холдинга Amtel-Vredestein. Председатель Совета директоров корпорации «Amtel», Почётный консул Украины в Сингапуре. Выпускник сельскохозяйственного факультета московского Университета дружбы народов им. Патриса Лумумбы.

## Биография
Судхир Гупта родился в 1958 году в Нью-Дели, Индия.

### Образование
В 1977 году окончил колледж им. Дж. Неру в городе Нью-Дели. Присвоено звание бакалавра по специальности «химия, математика и биология». Получив среднее образование в Индии, Судхир Гупта по программе национальной стипендии поступил в Университета дружбы народов им. Патриса Лумумбы.
В 1983 году окончил сельскохозяйственный факультет Университета дружбы народов им. Патриса Лумумбы с красным дипломом по специальности «агрономия», после чего поступил в аспирантуру университета. В аспирантуре РУДН учился в 1983—1986 годах. Защитил кандидатскую диссертацию, получив звание кандидата химических наук по специальности «химия». После этого уехал из Советского Союза на стажировку в Токио. В 1986 году проходил стажировку по специальности «финансы и менеджмент» в Международном Токийском институте.
В 2006 году Судхир Гупта стал учредителем восьмидесяти именных стипендий для студентов Университета дружбы народов им. Патриса Лумумбы по 3000 рублей в месяц на сумму 2 880 000 руб.

### Создание Amtel
Посетив страны Юго-Восточной Азии, с некоторыми из которых у СССР были интенсивные экономические связи, Гупта решает заняться бизнесом и в 1987 регистрирует в Сингапуре компанию Amtel. В конце 1980-х — начале 1990-х компания занималась поставками натурального каучука в СССР. После распада плановой системы снабжения, новые условия работы с российскими шинными компаниями (бартер) стали невыгодными и Гупта отказывается от этой деятельности.

### Деятельность в 1990-е
Расставшись с каучуковым бизнесом, Судхир Гупта с семьёй переехал в Нидерланды, где зарегистрировал Amtel Holdings Holland, но продолжал заниматься предпринимательской деятельностью в России: импортом компьютерных комплектующих, производством соков, ликёро-водочных изделий, торговлей чаем, банковской деятельностью. К концу 1998 Гупта вышел из всех этих проектов и сосредоточился на шинном бизнесе. В середине 1990-х годов компания построила комплекс продовольственных заводов по разливу соков, производству упаковок с современным технологическим оборудованием Tetra Pack , BOSCH , Vir Mauri в городе Королеве Московской области.

### Amtel-Vredestein
Создавать шинный холдинг Судхир Гупта начал в конце 1990-х годов. В общей сложности в составе группы «Амтел» в разное время находилось около десятка предприятий в России, на Украине и в Нидерландах. Контроль над ключевыми российскими активами был установлен в 1999—2002 гг., управление ими осуществляла российская компания «Амтелшинпром». После поглощения в 2005 голландского производителя шин Vredestein Banden, шинный холидинг был переименован в «Amtel-Vredestein». До осени 2006 г. его основным акционером являлся Amtel Holdings Holland, компания Судхира Гупты. Гупта возглавлял совет директоров «Амтел-Фредештайн» с момента образования компании до августа 2007 года.
В начале 2007 года было объявлено, что Гупта, совместно с сингапурской компанией Ascott Group планирует заниматься в России девелоперским бизнесом — строительством гостиниц.
В настоящее время[когда?] Судхир Гупта является основным владельцем, президентом Холдинговой компании «Амтел», директором московского представительства компании, в 2000 году назначен Почётным консулом Украины в Сингапуре.

## Награды
- Орден Дружбы (12 мая 2000 года, Россия) — за заслуги перед государством, высокие достижения в производственной деятельности и большой вклад в укрепление дружбы и сотрудничества между народами[1].
- Орден «За заслуги» III степени (25 декабря 2001 года, Украина) — за значительный личный вклад в развитие дружественных отношений между Республикой Сингапур и Украиной[2].

## Семья
Дети: сын и дочь.